# Урицкое муниципальное образование
Урицкое муниципальное образование — упразднённое сельское поселение в Лысогорском районе Саратовской области Российской Федерации.
Административный центр — село Урицкое.

## История
Статус и границы сельского поселения установлены Законом Саратовской области от 29 декабря 2004 года № 118-ЗСО «О муниципальных образованиях, входящих в состав Лысогорского муниципального района».
Упразднено Законом Саратовской области от 16 мая 2013 года. Населённые пункты вошли в Ширококарамышское муниципальное образование.

## Население
| 2010 | 2012 | 2013 |
| ---- | ---- | ---- |
| 922  | ↘897 | ↘879 |

## Состав сельского поселения
| № | Населённый пункт | Тип населённого пункта       | Население |
| - | ---------------- | ---------------------------- | --------- |
| 1 | Атаевка          | село                         | ↘352      |
| 2 | Урицкое          | село, административный центр | ↗570      |